# Manifiesto de los intelectuales antifascistas

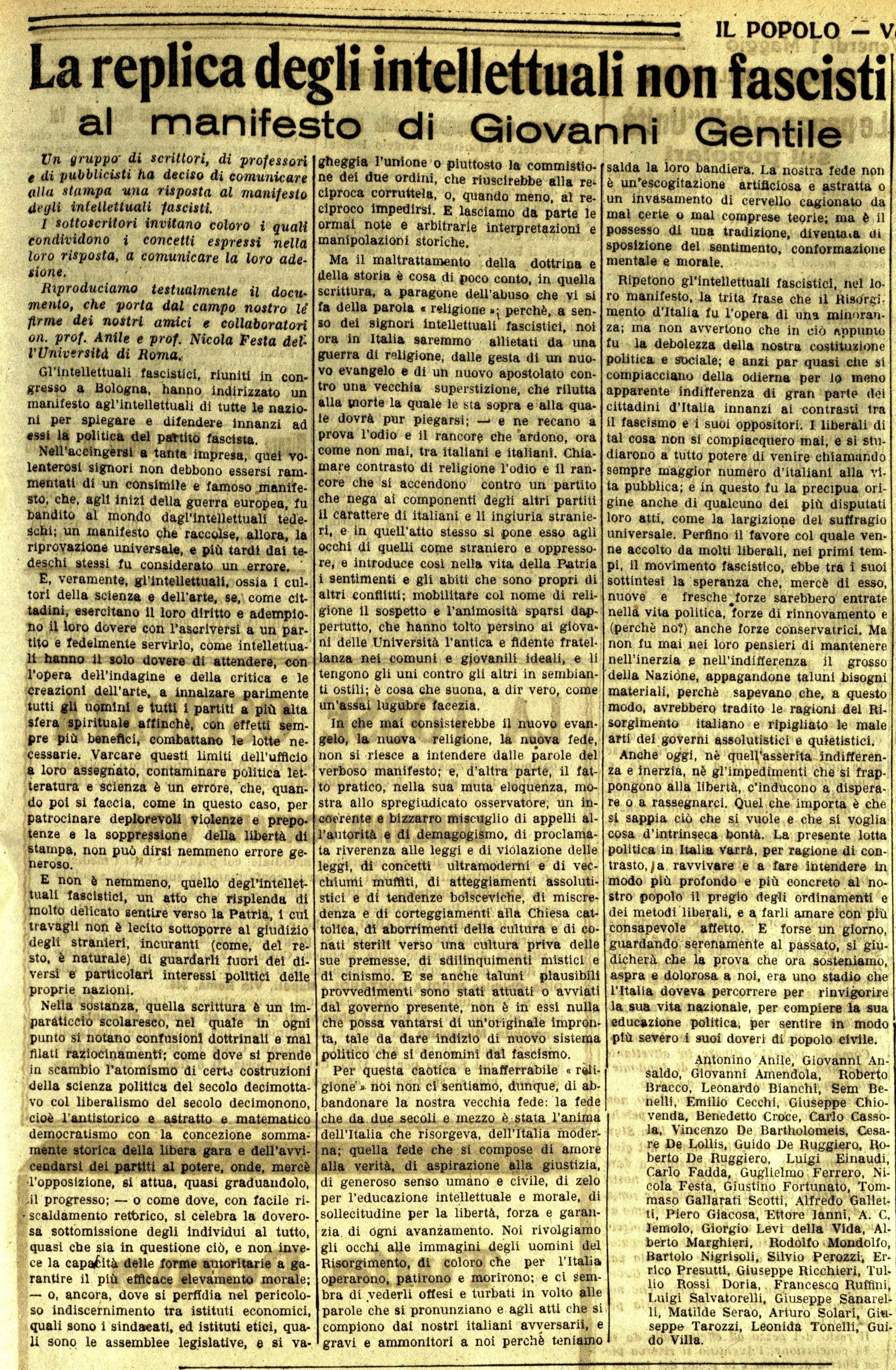
El Manifiesto de los intelectuales antifascistas, publicado en el diario Il Popolo el 1º de mayo de 1925.

El Manifiesto de los intelectuales antifascistas, conocido también como Antimanifiesto, fue publicado el 1º de mayo de 1925 en los diarios Il Mondo e Il Popolo con los títulos: La protesta contra el “Manifiesto de intelectuales fascistas”  y La réplica de los intelectuales no fascistas al manifiesto de Giovanni Gentile, respectivamente.

## Historia
El manifiesto fue redactado por Benedetto Croce en respuesta al Manifiesto de los intelectuales fascistas de Giovanni Gentile, aparecido en la prensa el 21 de abril de 1925. La fecha elegida, el 1º de mayo, Día Internacional de los Trabajadores, es indicativa del antagonismo al manifiesto fascista. El texto sanciona la definitiva ruptura con el movimiento fascista del intelectual y filósofo napolitano y de toda una pléyade de seguidores. La sugerencia de redactar un manifiesto le vino dada a Croce por Giovanni Amendola que, el 20 de abril de 1925, le escribió: 

Caro Croce, avete letto il manifesto fascista agli intellettuali stranieri?...oggi ho incontrato varie persone le quali pensano che, dopo l'indirizzo fascista, noi abbiamo il diritto di parlare e il dovere di rispondere. Che ne pensate voi? Sareste disposto a firmare un documento di risposta che potesse avere la vostra approvazione? E, in caso, vi sentireste di scriverlo voi?"; rispose Croce il giorno dopo: "Mio caro Amendola...l'idea mi pare opportuna. Abbozzerò oggi stesso una risposta, che a mio parere, dovrebbe essere breve, per non far dell'accademia e non annoiare la gente".

## Firmantes
Más allá de la primera lista de firmantes publicada el 1º de mayo, el diario Il Mondo publicó dos nuevas galeradas, los días 10 y 22 de mayo de ese mismo año. Entre los firmantes se encuentran:
- Filippo Abignente jr[6]
- Luigi Albertini[7]
- Sibilla Aleramo[8]
- Giulio Alessio[7]
- Corrado Alvaro[8]
- Giovanni Amendola[8][7]
- Giovanni Ansaldo[7]
- Vincenzo Arangio-Ruiz[7]
- Giuseppe Bagnera[9]
- Antonio Banfi[10]
- Sem Benelli[11]
- Roberto Bracco[7]
- Costantino Bresciani Turroni[7]
- Piero Calamandrei[12][7]
- Mario Casella[13]
- Guido Castelnuovo[9]
- Emilio Cecchi[8]
- Giuseppe Chiovenda[7]
- Benedetto Croce (promotore)[7]
- Giorgio Dal Piaz
- Cesare De Lollis[7]
- Floriano Del Secolo[7]
- Guido De Ruggiero[7]
- Gaetano De Sanctis[7]
- Francesco De Sarlo[7]
- Luigi Einaudi[14][7]
- Giorgio Errera[15]
- Guido Ferrando[16]
- Guglielmo Ferrero[17]
- Giustino Fortunato[7]
- Plinio Fraccaro[18]
- Tommaso Gallarati Scotti[7]
- Panfilo Gentile[19]
- Arturo Carlo Jemolo[7]
- Arturo Labriola[7]
- Eustachio Paolo Lamanna[7]
- Beppo Levi[9]
- Giuseppe Levi[20][7]
- Giorgio Levi Della Vida[7]
- Tullio Levi-Civita[9]
- Carlo Linati[7]
- Paola Lombroso Carrara[7]
- Attilio Momigliano[21]
- Rodolfo Mondolfo[7]
- Eugenio Montale[22]
- Marino Moretti[7]
- Gaetano Mosca[8]
- Alessandro Padoa[9]
- Ugo Enrico Paoli[7]
- Ernesto Pascal[9]
- Mario Pascal[9]
- Giorgio Pasquali[7]
- Gaetano Pieraccini[7]
- Giulio Pittarelli[9]
- Giuseppe Rensi
- Vincenzo Rivera[23]
- Francesco Ruffini[7]
- Gaetano Salvemini[7]
- Michele Saponaro[7]
- Matilde Serao[24][8]
- Francesco Severi[9]
- Adriano Tilgher[25]
- Leonida Tonelli[9]
- Vito Volterra[7]
- Umberto Zanotti Bianco[7]

## Texto del manifiesto
| Los intelectuales fascistas, reunidos en el Congreso en Bolonia, dirigieron un manifiesto a los intelectuales de todas las naciones para explicar y defender ante ellos la política del partido fascista. Al prepararse para tal empresa, esos señores dispuestos no deben haber recordado un manifiesto famoso similar, que, al comienzo de la guerra europea, fue desterrado al mundo por intelectuales alemanes; un manifiesto que luego obtuvo la desaprobación universal, y luego por los propios alemanes fue considerado un error. Y, verdaderamente, los intelectuales, es decir, los amantes de la ciencia y el arte, si, como ciudadanos, ejercen su derecho y cumplen con su deber al unirse a una fiesta y servirlo fielmente, ya que los intelectuales tienen el único deber de espere, con el trabajo de investigación y crítica y las creaciones del arte, criar por igual a todos los hombres y todas las partes con una esfera espiritual superior para que con efectos cada vez más beneficiosos, luchen contra las luchas necesarias. Cruzar estos límites de la oficina que se les asignó, contaminar la política y la literatura, la política y la ciencia es un error que, cuando entonces, como en este caso, se hace para patrocinar la violencia y la arrogancia deplorables y la supresión de la libertad de prensa, no puede Ni siquiera decir un error generoso. Tampoco es el de los intelectuales fascistas, un acto que brilla con un sentimiento muy delicado hacia la patria, cuyas penas no es legal someter a juicio de los extranjeros, independientemente (ya que, además, es natural) mirarlos fuera de lo diferente y intereses políticos particulares de sus naciones. En esencia, esa escritura es un aprendizaje escolar, en el cual las confusiones doctrinales y los hilos mal hilados se pueden ver en cada punto; como donde se intercambia el atomismo de ciertas construcciones de la ciencia política del siglo XVIII con el liberalismo democrático del siglo X, es decir, el democratismo antihistórico y abstracto y matemático, con la concepción supremamente histórica de la libre competencia y de la sucesión de los partidos en el poder, por lo tanto, gracias a la oposición, el progreso se logra casi al calificarlo; o cómo donde, con un calentamiento retórico fácil, se celebra la sumisión obediente de los individuos al conjunto, como si esto estuviera en cuestión, y no la capacidad de las formas autoritarias para garantizar la elevación moral más efectiva; o, nuevamente, donde se perfecciona el peligroso discernimiento entre los institutos económicos, como los sindicatos, y los institutos éticos, que son asambleas legislativas, y se soña la unión o, más bien, la mezcla de las dos órdenes, que tendrían éxito en la corrupción mutua, o al menos, para impedimento mutuo. Y dejamos de lado las interpretaciones y manipulaciones históricas ahora conocidas y arbitrarias. Pero el maltrato de las doctrinas y la historia es de poca importancia en esa escritura, en comparación con el abuso que se hace de la palabra "religión"; porque, en el sentido de los señores intelectuales fascistas, nosotros en Italia ahora estaríamos animados por una guerra de religión, por los hechos de un nuevo evangelio y un nuevo apostolado contra una vieja superstición, que se resiste a la muerte que está por encima de ella y a la que tendrá que diseñarse a sí mismo; y ponen a prueba su odio y rencor que arden, ahora más que nunca, entre italianos e italianos. Llamar al odio religioso y al rencor que se enciende contra una parte que niega a los miembros de otras partes el carácter de italianos y los insulta a los extranjeros, y en ese mismo acto se pone a los ojos de aquellos como extranjeros y opresores, y así introduce en la vida de la Patria los sentimientos y la ropa propios de otros conflictos; ennoblecer con el nombre de la religión, la sospecha y la animosidad esparcidas por todo el mundo, que incluso han quitado a los jóvenes de las universidades la hermandad antigua y confiada en los ideales comunes y juveniles, y se enfrentan entre ellos en semblantes hostiles; Es algo que suena, a decir verdad, como una broma muy lúgubre. En qué consistiría el nuevo evangelio, la nueva religión, la nueva fe, uno no puede entender de las palabras del manifiesto detallado; y, por otro lado, el hecho práctico, en su elocuencia silenciosa, muestra al observador escrupuloso una mezcla incoherente y extraña de apelaciones a la autoridad y la demagogia, de la reverencia a las leyes y la violación de las mismas, de conceptos ultramodernos y cosas viejas y mohosas, de actitudes absolutistas y tendencias bolcheviques, de incredulidad y cortejo a la Iglesia Católica, de aborrecimiento cultural y arcadas estériles hacia una cultura desprovista de sus premisas, de imbecilidad mística y cinismo. E incluso si el gobierno actual ha implementado o iniciado algunas medidas plausibles, no hay nada en ellas que pueda presumir de una impronta original, como dar pistas sobre un nuevo sistema político llamado por el fascismo. Por esta "religión" caótica y esquiva, no sentimos, por lo tanto, abandonar nuestra antigua fe: la fe que durante dos siglos y medio ha sido el alma de Italia que estaba surgiendo, de la Italia moderna; esa fe que consistía en el amor por la verdad, la aspiración a la justicia, el generoso sentido humano y civil, el celo por la educación intelectual y moral, la preocupación por la libertad, la fuerza y la garantía de cada avance. Dirigimos nuestros ojos a las imágenes de los hombres del Risorgimento, de aquellos que trabajaron, sufrieron y murieron por Italia; y parecemos verlos ofendidos y preocupados ante las palabras que se pronuncian y los actos que llevan a cabo nuestros adversarios, y serios y amonestadores porque mantenemos su bandera firme. Nuestra fe no es una formulación artificial y abstracta o una invasión cerebral causada por teorías mal entendidas o mal entendidas; pero es la posesión de una tradición, que se ha convertido en una disposición de sentimiento, una conformación mental o moral. En su manifiesto, los intelectuales fascistas repiten la frase trillada de que el Risorgimento de Italia fue obra de una minoría; pero no sienten que fue precisamente la debilidad de nuestra constitución política y social; de hecho, casi parece que están satisfechos con la indiferencia al menos aparente de la mayoría de los ciudadanos de Italia de los contrastes entre el fascismo y sus oponentes. Los liberales de esta cosa nunca se complacieron, y estudiaron a pleno poder para llamar a más y más italianos a la vida pública; y en esto fue también el origen principal de algunos de sus actos más disputados, como la extinción del sufragio universal. Incluso el favor con el que el movimiento fascista fue bien recibido por muchos liberales en los primeros días, tenía entre sus implicaciones la esperanza de que, gracias a él, fuerzas nuevas y frescas entrarían en la vida política, fuerzas de renovación y (¿por qué no? ) incluso fuerzas conservadoras. Pero nunca estuvo en sus pensamientos mantener a la mayor parte de la nación en inercia e indiferencia, apoyando ciertas necesidades materiales, porque sabían que, de esta manera, traicionarían las razones del Risorgimento italiano y tomarían las artes malvadas de los gobiernos absolutistas. quetistici. Incluso hoy, ni esa supuesta indiferencia e inercia, ni las fallas que se interponen en el camino de la libertad, nos llevan a la desesperación o a renunciar a nosotros mismos. Lo que importa es que sabes lo que quieres y quieres algo intrínsecamente bueno. La lucha política actual en Italia, por razones de contraste, revivirá y hará que nuestra gente entienda el valor de los sistemas y métodos liberales de una manera más profunda y concreta, y los hará amar con afecto más consciente. Y quizás un día, mirando serenamente al pasado, se juzgará que la prueba que ahora nos sometemos, dura y dolorosa para nosotros, fue una etapa por la que Italia tuvo que pasar para rejuvenecer su vida nacional, completar su educación política, sentir más severamente sus deberes como pueblo civil. texto original Gl'intellettuali fascisti, riuniti in congresso a Bologna, hanno indirizzato un manifesto agl'intellettuali di tutte le nazioni per spiegare e difendere innanzi ad essi la politica del partito fascista. Nell'accingersi a tanta impresa, quei volenterosi signori non debbono essersi rammentati di un consimile famoso manifesto, che, agli inizi della guerra europea, fu bandito al mondo dagl'intellettuali tedeschi; un manifesto che raccolse, allora, la riprovazione universale, e più tardi dai tedeschi stessi fu considerato un errore. E, veramente, gl'intellettuali, ossia i cultori della scienza e dell'arte, se, come cittadini, esercitano il loro diritto e adempiono il loro dovere con l'iscriversi a un partito e fedelmente servirlo, come intellettuali hanno il solo dovere di attendere, con l'opera dell'indagine e della critica e le creazioni dell'arte, a innalzare parimenti tutti gli uomini e tutti i partiti a più alta sfera spirituale affinché con effetti sempre più benefici, combattano le lotte necessarie. Varcare questi limiti dell'ufficio a loro assegnato, contaminare politica e letteratura, politica e scienza è un errore, che, quando poi si faccia, come in questo caso, per patrocinare deplorevoli violenze e prepotenze e la soppressione della libertà di stampa, non può dirsi nemmeno un errore generoso. E non è nemmeno, quello degli intellettuali fascisti, un atto che risplende di molto delicato sentire verso la patria, i cui travagli non è lecito sottoporre al giudizio degli stranieri, incuranti (come, del resto, è naturale) di guardarli fuori dei diversi e particolari interessi politici delle proprie nazioni. Nella sostanza, quella scrittura è un imparaticcio scolaresco, nel quale in ogni punto si notano confusioni dottrinali e mal filati raziocini; come dove si prende in iscambio l'atomismo di certe costruzioni della scienza politica del secolo decimottavo col liberalismo democratico del secolo decimonono, cioè l'antistorico e astratto e matematico democraticismo, con la concezione sommamente storica della libera gara e dell'avvicendarsi dei partiti al potere, onde, mercé l'opposizione, si attua quasi graduandolo, il progresso; o come dove, con facile riscaldamento retorico, si celebra la doverosa sottomissione degl'individui al tutto, quasi che sia in questione ciò, e non invece la capacità delle forme autoritarie a garantire il più efficace elevamento morale; o, ancora, dove si perfidia nel pericoloso indiscernimento tra istituti economici, quali sono i sindacati, ed istituti etici, quali sono le assemblee legislative, e si vagheggia l'unione o piuttosto la commistione dei due ordini, che riuscirebbe alla reciproca corruttela, o quanto meno, al reciproco impedirsi. E lasciamo da parte le ormai note e arbitrarie interpretazioni e manipolazioni storiche. Ma il maltrattamento delle dottrine e della storia è cosa di poco conto, in quella scrittura, a paragone dell'abuso che si fa della parola "religione"; perché, a senso dei signori intellettuali fascisti, noi ora in Italia saremmo allietati da una guerra di religione, dalle gesta di un nuovo evangelo e di un nuovo apostolato contro una vecchia superstizione, che rilutta alla morte la quale, le sta sopra e alla quale dovrà pur acconciarsi; e ne recano a prova l'odio e il rancore che ardono, ora come non mai, tra italiani e italiani. Chiamare contrasto di religione l'odio e il rancore che si accendono contro un partito che nega ai componenti degli altri partiti il carattere di italiani e li ingiuria stranieri, e in quell'atto stesso si pone esso agli occhi di quelli come straniero e oppressore, e introduce così nella vita della Patria i sentimenti e gli abiti che sono propri di altri conflitti; nobilitare col nome di religione il sospetto e l'animosità sparsi dappertutto, che hanno tolto persino ai giovani delle università l'antica e fidente fratellanza nei comuni e giovanili ideali, e li tengono gli uni contro gli altri in sembianti ostili; è cosa che suona, a dir vero, come un'assai lugubre facezia. In che mai consisterebbe il nuovo evangelo, la nuova religione, la nuova fede, non si riesce a intendere dalle parole del verboso manifesto; e, d'altra parte, il fatto pratico, nella sua muta eloquenza, mostra allo spregiudicato osservatore un incoerente e bizzarro miscuglio di appelli all'autorità e di demagogismo, di proclamata riverenza alle leggi e di violazione delle leggi, di concetti ultramoderni e di vecchiumi muffiti, di atteggiamenti assolutistici e di tendenze bolsceviche, di miscredenza e di corteggiamenti alla Chiesa cattolica, di aborrimenti della cultura e di conati sterili verso una cultura priva delle sue premesse, di sdilinquimenti mistici e di cinismo. E se anche taluni plausibili provvedimenti sono stati attuati o avviati dal governo presente, non è in essi nulla che possa vantarsi di un'originale impronta, tale da dare indizio di nuovo sistema politico che si denomini dal fascismo. Per questa caotica e inafferrabile "religione" noi non ci sentiamo, dunque, di abbandonare la nostra vecchia fede: la fede che da due secoli e mezzo è stata l'anima dell'Italia che risorgeva, dell'Italia moderna; quella fede che si compose di amore alla verità, di aspirazione alla giustizia, di generoso senso umano e civile, di zelo per l'educazione intellettuale e morale, di sollecitudine per la libertà, forza e garanzia di ogni avanzamento. Noi rivolgiamo gli occhi alle immagini degli uomini del Risorgimento, di coloro che per l'Italia operarono, patirono e morirono; e ci sembra di vederli offesi e turbati in volto alle parole che si pronunziano e agli atti che si compiono dai nostri avversari, e gravi e ammonitori a noi perché teniamo salda la loro bandiera. La nostra fede non è un'escogitazione artificiosa ed astratta o un invasamento di cervello cagionato da mal certe o mal comprese teorie; ma è il possesso di una tradizione, diventata disposizione del sentimento, conformazione mentale o morale. Ripetono gli intellettuali fascisti, nel loro manifesto, la trita frase che il Risorgimento d'Italia fu l'opera di una minoranza; ma non avvertono che in ciò appunto fu la debolezza della nostra costituzione politica e sociale; e anzi par quasi che si compiacciano della odierna per lo meno apparente indifferenza di gran parte dei cittadini d'Italia innanzi ai contrasti fra il fascismo e i suoi oppositori. I liberali di tal cosa non si compiacquero mai, e si studiarono a tutto potere di venire chiamando sempre maggior numero di italiani alla vita pubblica; e in questo fu la precipua origine anche di qualcuno dei più disputati loro atti, come la largizione del suffragio universale. Perfino il favore col quale venne accolto da molti liberali, nei primi tempi, il movimento fascista, ebbe tra i suoi sottintesi la speranza che, mercé di esso, nuove e fresche forze sarebbero entrate nella vita politica, forze di rinnovamento e (perché no?) anche forze conservatrici. Ma non fu mai nei loro pensieri di mantenere nell'inerzia e nell'indifferenza il grosso della nazione, appoggiandone taluni bisogni materiali, perché sapevano che, a questo modo, avrebbero tradito le ragioni del Risorgimento italiano e ripigliato le male arti dei governi assolutistici o quetistici. Anche oggi, né quell'asserita indifferenza e inerzia, né gl'inadempimenti che si frappongono alla libertà, c'inducono a disperare o a rassegnarci. Quel che importa è che si sappia ciò che si vuole e che si voglia cosa d'intrinseca bontà. La presente lotta politica in Italia varrà, per ragioni di contrasto, a ravvivare e a fare intendere in modo più profondo e più concreto al nostro popolo il pregio degli ordinamenti e dei metodi liberali, e a farli amare con più consapevole affetto. E forse un giorno, guardando serenamente al passato, si giudicherà che la prova che ora sosteniamo, aspra e dolorosa a noi, era uno stadio che l'Italia doveva percorrere per ringiovanire la sua vita nazionale, per compiere la sua educazione politica, per sentire in modo più severo i suoi doveri di popolo civile. Benedetto Croce |